# Joseph Serchuk
Joseph Serchuk   (Chełm, 1919 - Tel-Aviv, 6 de novembre de 1993) va ser el líder d'una unitat partisana jueva a la zona de Lublin de la Polònia ocupada durant la Segona Guerra Mundial. Després de la guerra, va testificar en els judicis dels nazis i va rebre un reconeixement especial per part de l'Estat d'Israel.
Després que els seus pares i altres familiars fossin assassinats al gueto el 1941, Joseph i els seus germans David van ser portats a camp d'extermini de Sobibor. Després d'un dia al campament, va fugir amb el seu germà al bosc més proper i, juntament amb altres fugitius va fundar el nucli del grup partisà. Durant la guerra, el grup estava dirigit per jueus que havien fugit dels guetos propers i del camp d'extermini de Sobibor. El grup també incloïa l'escriptor de postguerra Dov Freiberg.
Després de la guerra, Joseph va participar en la localització de criminals de guerra nazis fugits a Europa, i va servir com a testimoni als Judicis de Nuremberg. Després va tornar a Polònia i va demanar per emigrar a Israel, però la seva petició va ser rebutjada.
El 1950 obtingué un passaport i se'n va anar a Israel. Immediatament a l'arribada a Israel va ser reclutat com a soldat a l'exèrcit. Després del servei es va casar, es va establir a Yad Eliyahu de Tel-Aviv i va obrir un negoci.
Amb els anys, Serchuk va anar a Europa diverses vegades a declarar en els judicis de criminals de guerra nazis. En una, el judici de l'Oberscharführer Hugo Raschendorfer, va ser l'únic testimoni de l'acusació. Després, Raschendorfer va ser declarat culpable i condemnat a cadena perpètua, Serchuk va ser guardonat amb el premi especial del Departament d'Investigació de Crims Nazis de la Policia d'Israel.
El 1967 Leví Eixkol, el primer ministre israelià, li va donar la Medalla de lluitadors contra el nazisme i el 1968 va rebre, a més, la Medalla dels Combatents de l'Estat.
Va veure la creació i l'enfortiment de l'exèrcit israelià, de l'Estat d'Israel i la de la taxa de natalitat jueva - la seva venjança contra els nazis que havien matat tots els seus familiars.
Serchuk va morir a 1993 de Tel-Aviv als 74 anys. Es va casar i va tenir nou fills i més d'un centenar de nets i besnets.